# SkyFire (spacecraft)

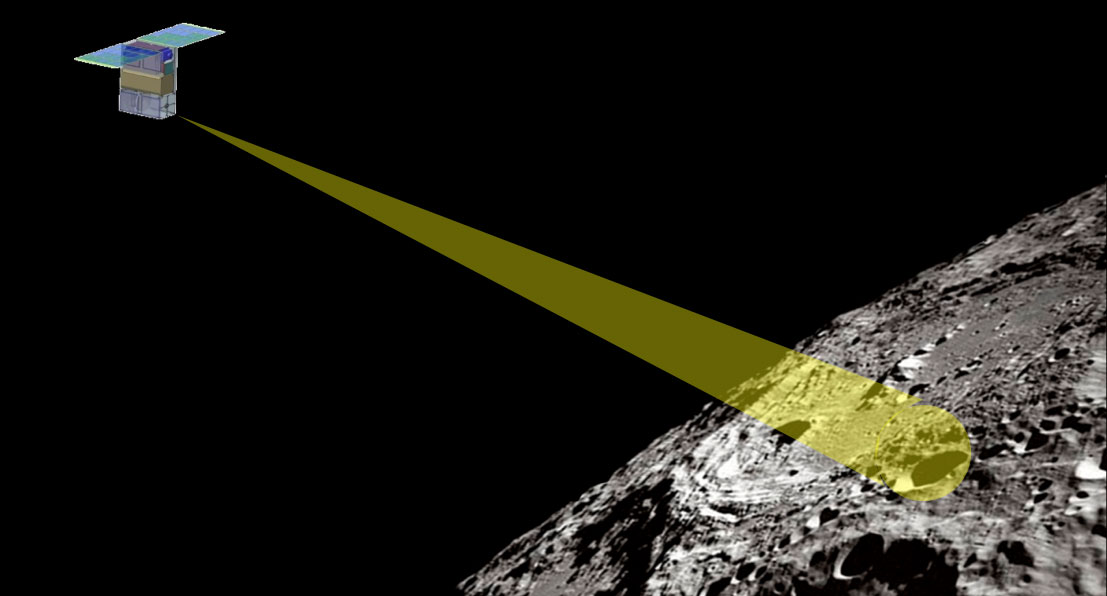
CubeSat

SkyFire es una misión de bajo precio proyectada por la NASA, para desarrollar un satélite tipo CubeSat, cuyo objetivo es sobrevolar la Luna y tomar muestras espectroscópicas de la superficie y termografía. En principio se transportará como carga secundaria en el primer vuelo de la misión Exploration Mission 1 a una órbita heliocéntrica, que tiene programado su lanzamiento en 2019.